# Salix cinerea
Salix cinerea hay liễu xám, nụ tầm xuân, liễu tơ, đào Singapore là một loài thực vật có hoa trong họ Liễu. Loài này được Carl von Linné miêu tả khoa học đầu tiên năm 1753.

## Văn hóa
Nụ tầm xuân tượng trưng cho sự thịnh vượng, giàu có nên cây được cắt ra và nhuộm màu sắc sặc sỡ (chủ yếu là màu đỏ) để trưng vào dịp Tết Nguyên Đán ở một số nước ở châu Á như: Việt Nam, Trung Quốc, Singapore...
Nụ tầm xuân dùng để thay cho cây cọ trong "Ngày lễ lá" ở Chính thống giáo Đông phương và công giáo ở Nga và các nước Đông Âu. Đôi khi vào ngày này được làm phép cho cây cọ và nụ tầm xuân khi dư cư vào Bắc Mỹ. Những cành cây sẽ được bảo năm góc của gia đình.
Cây nụ tầm xuân đóng vai trò quan trọng trong Lễ Phục Sinh ngày thứ hai của Ba Lan và di cư qua Bắc Mỹ (đặc biệt là thành phố Buffalo, tiểu bang New York)
Ở Greater Iran, nó có thể là một phần trang trí trên bàn Haft-Seen (half sin) trong lễ kỷ niệm năm mới Nowruz vào ngày đầu tiên của mùa xuân, và hoa chưng cất của nó được sử dụng trong y học cổ truyền.
Bài hát "Nụ tầm xuân" do Phạm Duy sáng tác vào năm 1952 và được bày bởi ca sĩ Thái Thanh.

## Hình ảnh

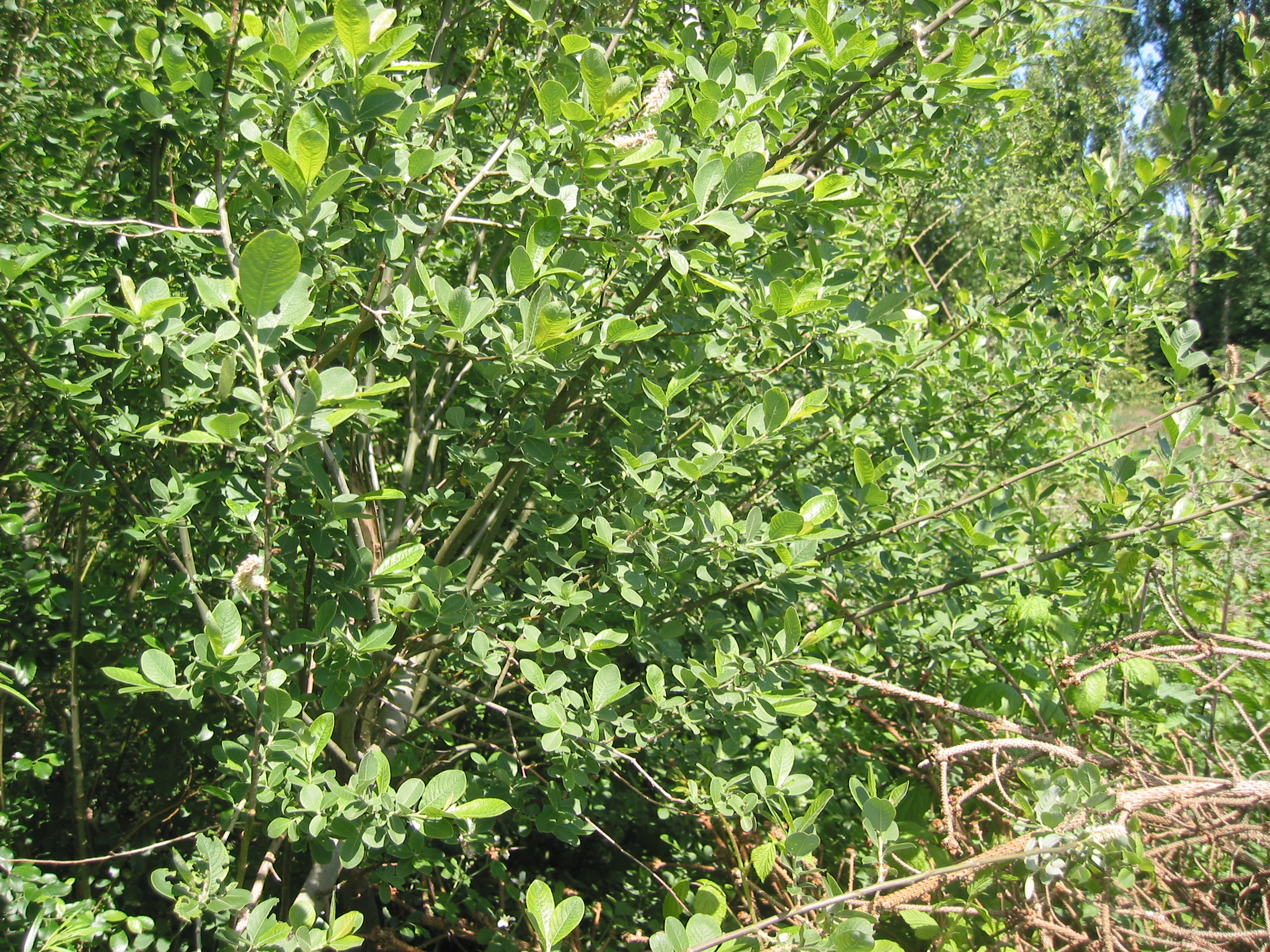
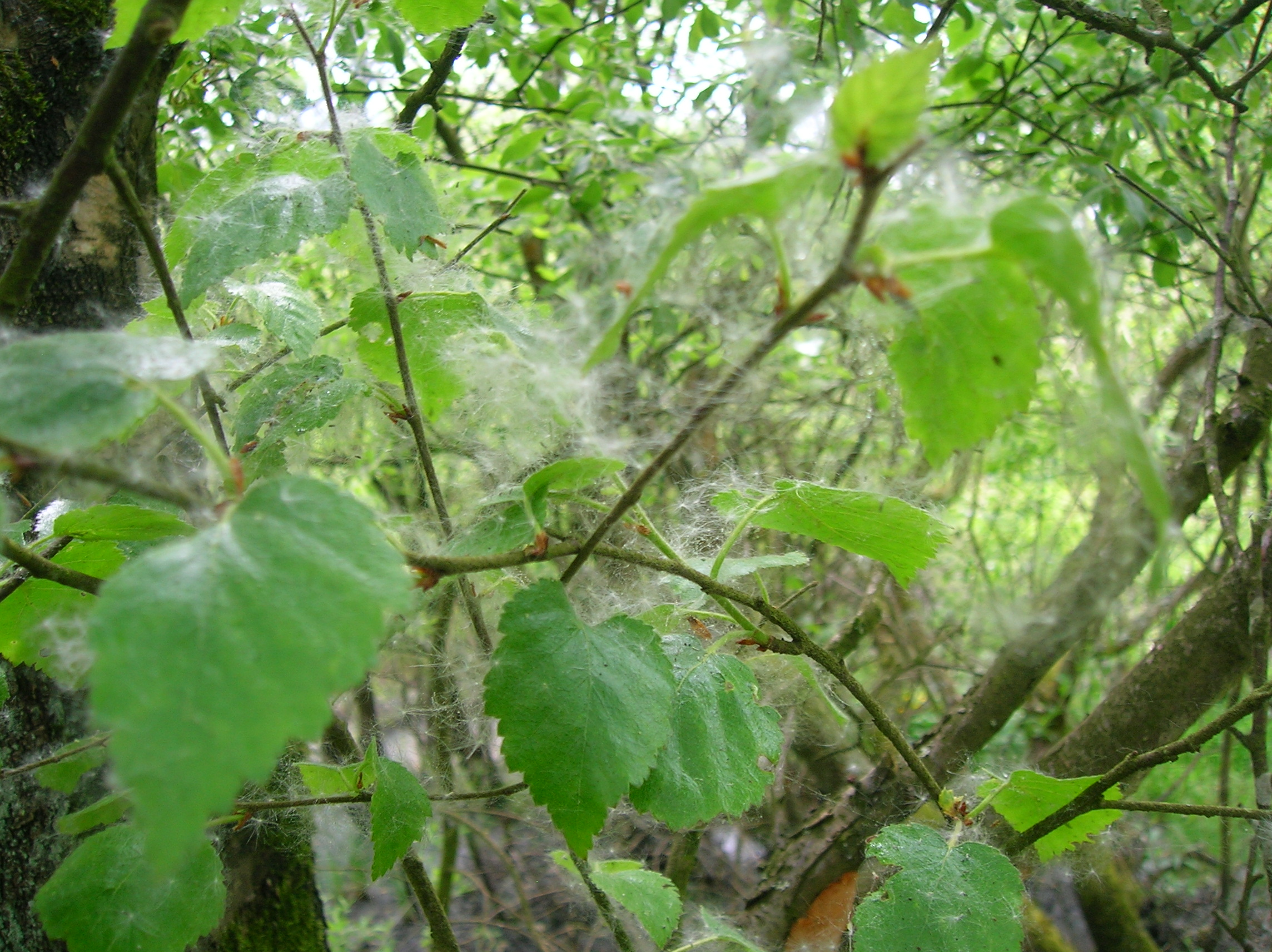
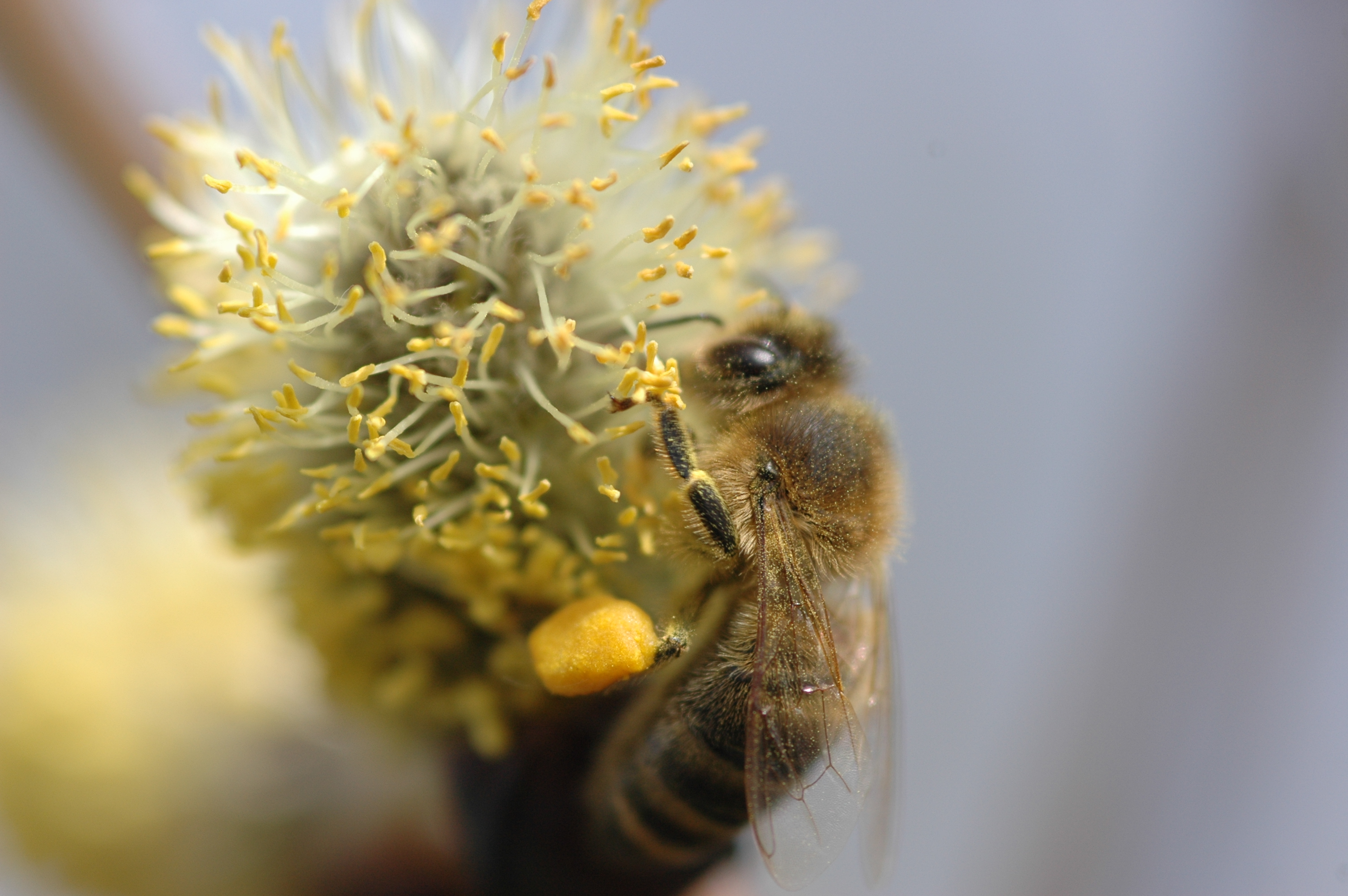
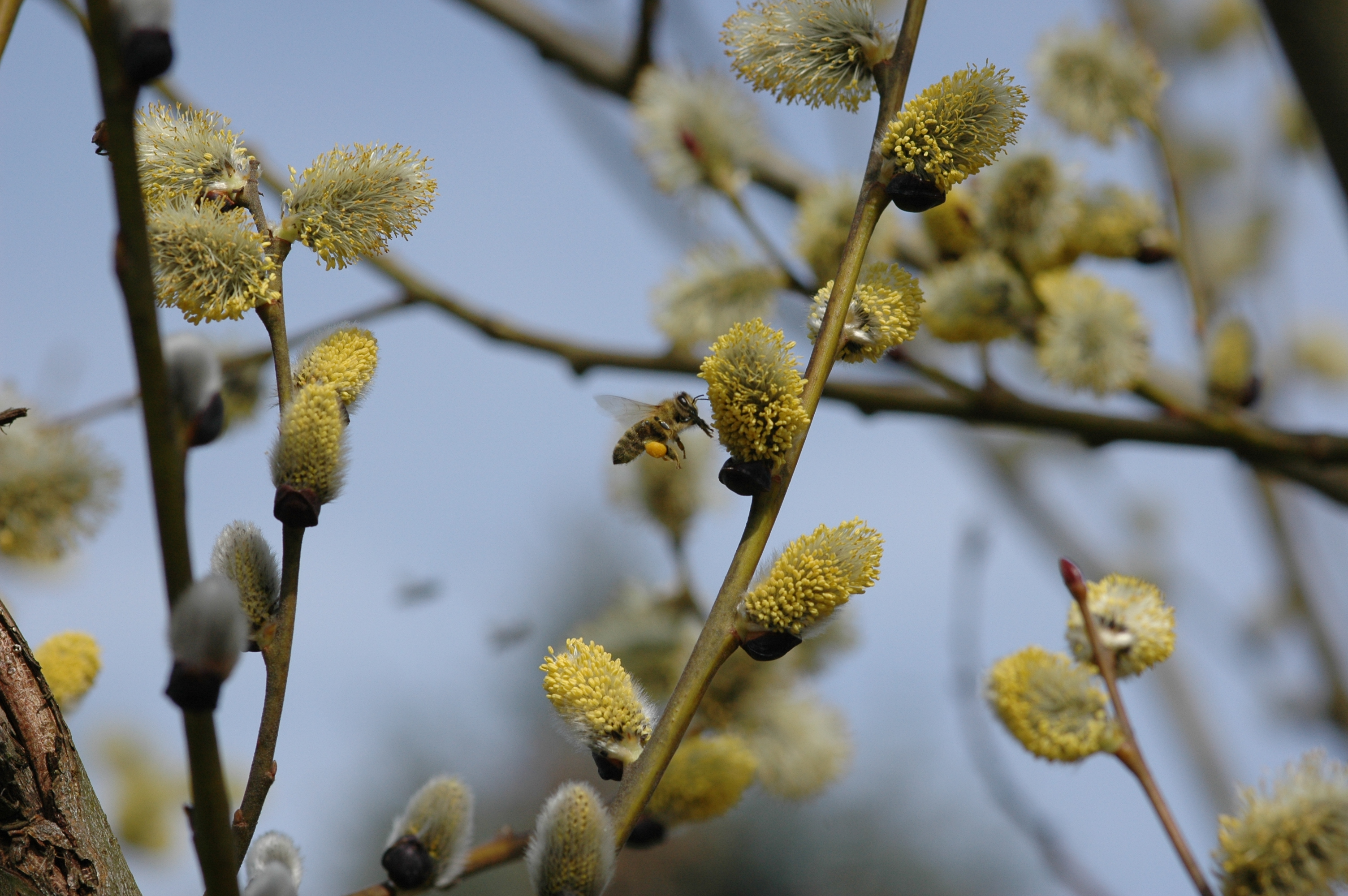